# 克羅皮夫尼亞 (沃洛達爾西克-沃林西基區)
50°43′32″N 28°29′58″E / 50.72556°N 28.49944°E

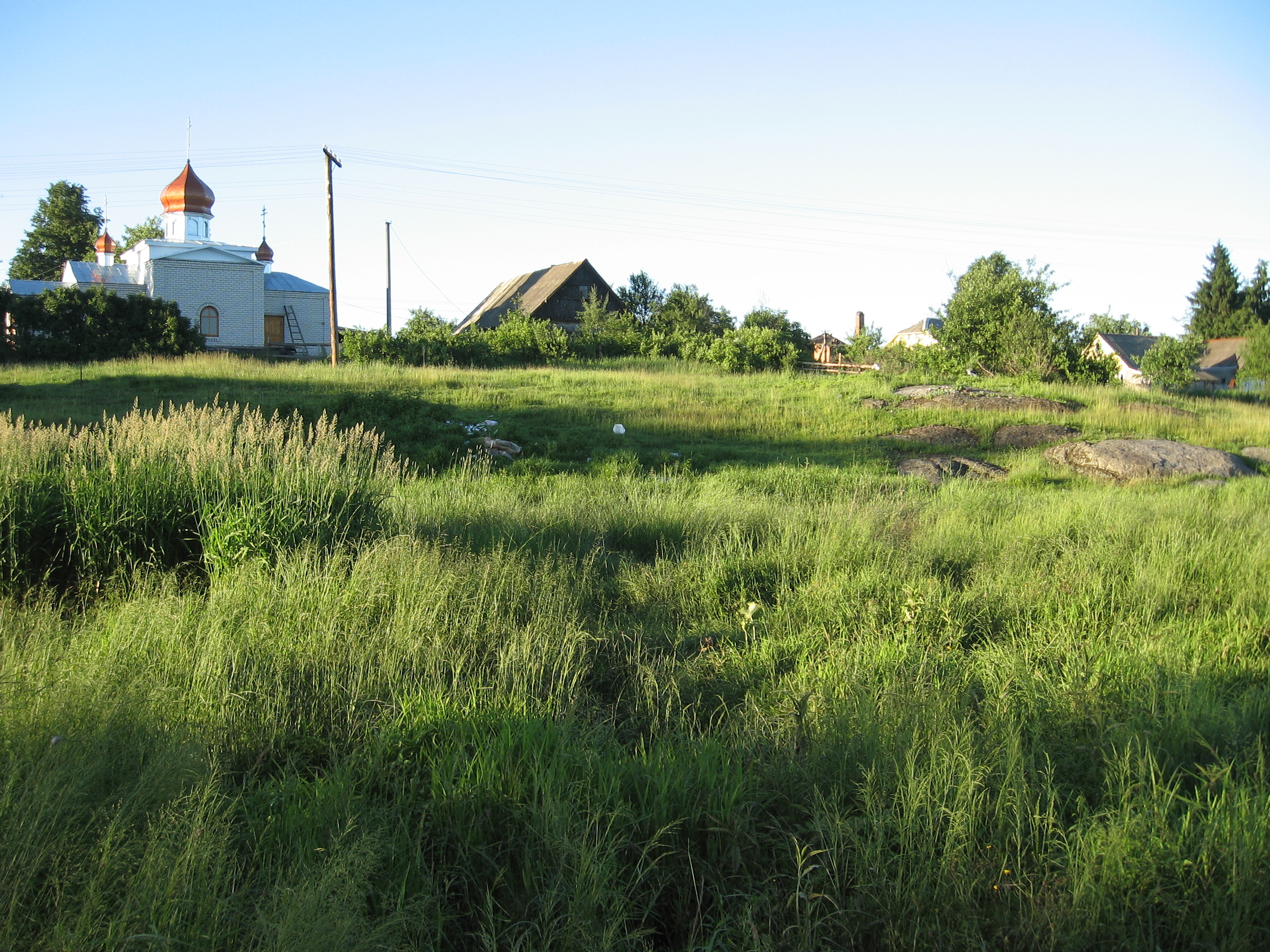

克羅皮夫尼亞（烏克蘭語：Кропивня），是烏克蘭北部的村莊，隸屬日托米爾州的日托米爾區。該村面積3.89平方公里，2001年人口738，人口密度每平方公里189.81人。